# 拉丰特内勒 (伊勒-维莱讷省)
拉丰特内勒（法語：La Fontenelle，法語發音：[la fɔ̃tnɛl]）是法国伊勒-维莱讷省的一个旧市镇，位于该省东北部，属于富热尔-维特雷区。2019年1月1日，拉丰特内勒和相邻的另外3个市镇合并为新市镇瓦勒库埃农（Val-Couesnon）。

## 地理
拉丰特内勒（48°28'4"N, 1°30'10"W）面积12.36 平方千米，位于法国布列塔尼大區伊勒-维莱讷省，该省份为法国西北部沿海省份，位于布列塔尼半岛东部，北濒大西洋，西接阿摩尔滨海省和莫尔比昂省，南至大西洋卢瓦尔省，西南端接曼恩-卢瓦尔省，东临马耶讷省，东北与芒什省接壤。
与拉丰特内勒接壤的市镇（或旧市镇、城区）包括：昂特兰、巴祖日拉佩鲁斯、苏热阿勒、特朗布莱、旧维耶勒。

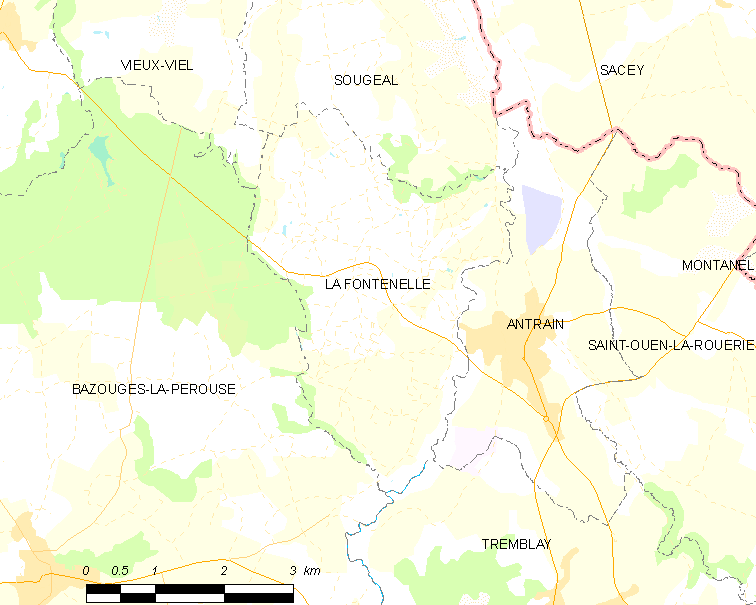
的OSM定位图

拉丰特内勒的时区为UTC+01:00、UTC+02:00（夏令时）。

## 行政
拉丰特内勒的邮政编码为35560，INSEE市镇编码为35113。

## 政治
拉丰特内勒所属的省级选区为瓦勒库埃农县。

## 人口

1962-2008年间人口变化图示

拉丰特内勒于2018年1月1日时的人口数量为542人。